# Taibainus shanensis
Taibainus shanensis är en spindelart som beskrevs av Andrei V. Tanasevitch 2006. Taibainus shanensis ingår i släktet Taibainus och familjen täckvävarspindlar. Inga underarter finns listade i Catalogue of Life.